# Dio Padre sostiene la croce
Dio Padre sostiene la Croce è un'opera lignea realizzata da anonimo artista attivo nel territorio friulano tra la fine del XV e il XVI secolo  e conservato nella galleria del museo della Basilica di Gandino

## Storia
La scultura lignea raffigura Dio nell'immagine di Padre che sorregge la croce dove è posto il Figlio con una Colomba tra i due soggetti raffigurante lo Spirito Santo è una tipica rappresentazione tedesca del XV secolo detta Gnadenstuhl o Sedes gratiae. La vicinanza dello stile dell'opera a san Pietro del Bussolo conservata sempre nel museo della basilica farebbe presupporre che le sculture facevano parte di un medesimo polittico ma di questo non vi è fonte che lo confermi.

## Descrizione
L'opera lignea raffigura Dio posto sopra una nuvola con le braccia spalancate e trattenere la croce.  Parti dell'opera sono andate perdute, sicuramente la croce aveva la raffigurazione di Cristo morto e tra i due soggetti vi era la Colomba. La composizione dell'opera nelle pieghe degli abiti, nelle barbe nonché nelle capigliature, collegano questa opera a altre presenti nel museo: San Pietro, e i santi Stefano e Vincenzo.
Dio Padre è avvolto in un ampio mantello che contine la veste dorata dalle ampie e profonde pieghe che paiono comporre una parete di rocce, mentre la capigliatura e la barba hanno un conformazione dolce, ondulatoria caratteristica che si ripropone nella statua di san Pietro che pare racchiuso in una mandorla dalle curve rotonde per contenere invece la veste dalle spigolose pieghe; medesime caratteristiche nelle altre due statue. La somiglianza non indica obbligatoriamente il creatore della scultura, piuttosto il periodo che è di pochi anni successivo a quello realizzato dal Bussolo e presente sul territorio gandinese e albinese.
La raffigurazione si collega a un'opera lignea conservata nella chiesa di Santa Maria a Paluzza intitolata Madonna con Bmbino e Dio Padre opera di Antonio Tironi. La provenienza bergamasca dell'artista, quindi la sua conoscenza delle oepre del Bussolo, lo potrebbe indicare come quello realizzatore della scultura.